# Quai de Paris (Rouen)
Pour les articles homonymes, voir Quai de Paris.
Le quai de Paris est un quai de Rouen.

## Situation et accès
Le quai de Paris est situé sur la rive droite de la Seine, à la limite est de la ville historique, entre le quai Pierre-Corneille dont la limite est marquée par l'axe pont Pierre-Corneille - rue de la République et à l'est par le boulevard Gambetta, l'avenue Aristide-Briand et l'Aubette. La voie ferrée qui longe le quai le sépare de la promenade Tabarly.
Rues adjacentes
- Rue Armand-Carrel
- Rue des Arpents
- Rue des Maillots-Sarrazin

## Origine du nom
Il porte ce nom car il mène vers Paris. Antérieurement, il s'agissait du « quai Napoléon», créé en 1810.

## Historique

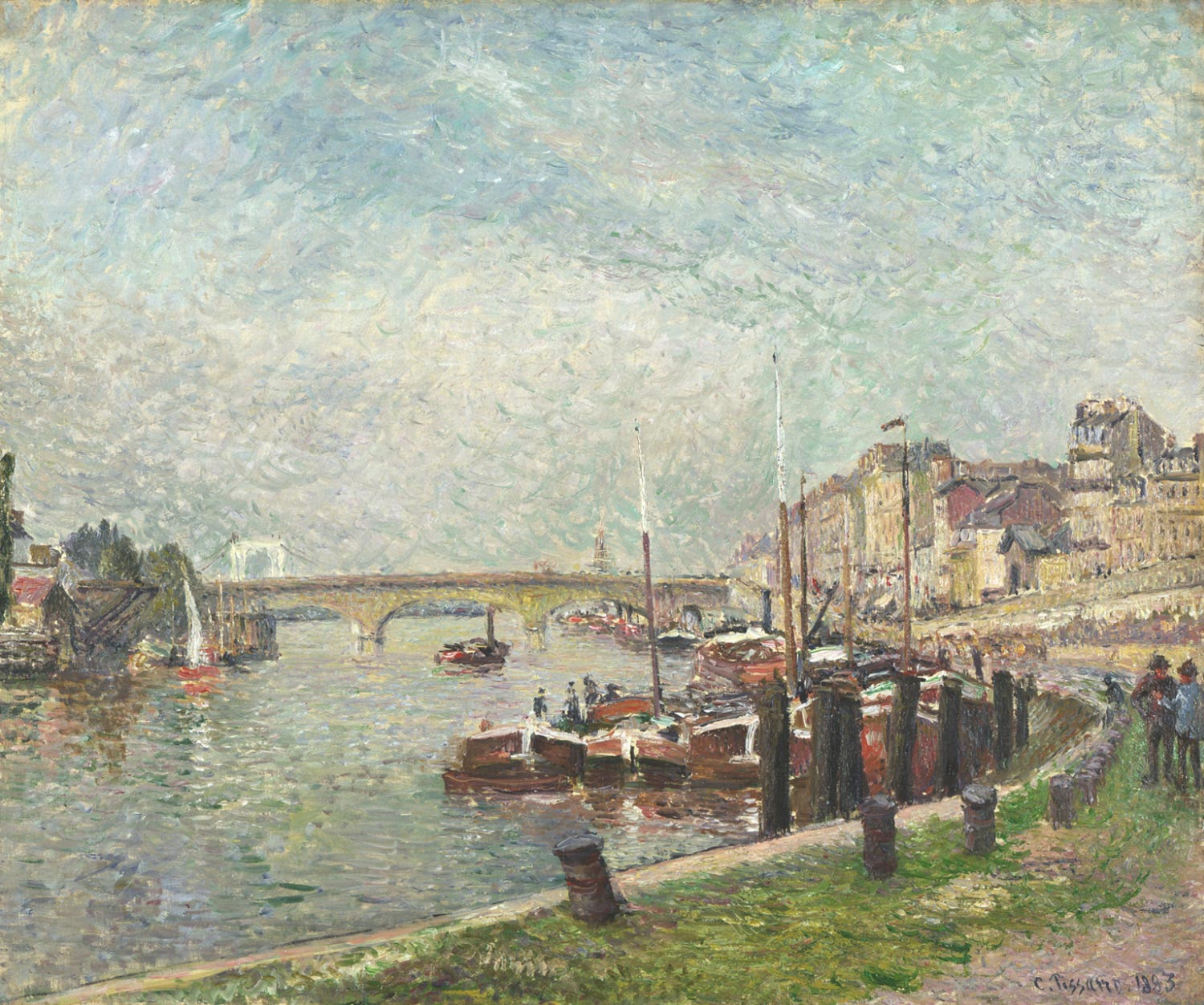
Quai Napoléon, Rouen par Camille Pissarro (1883).

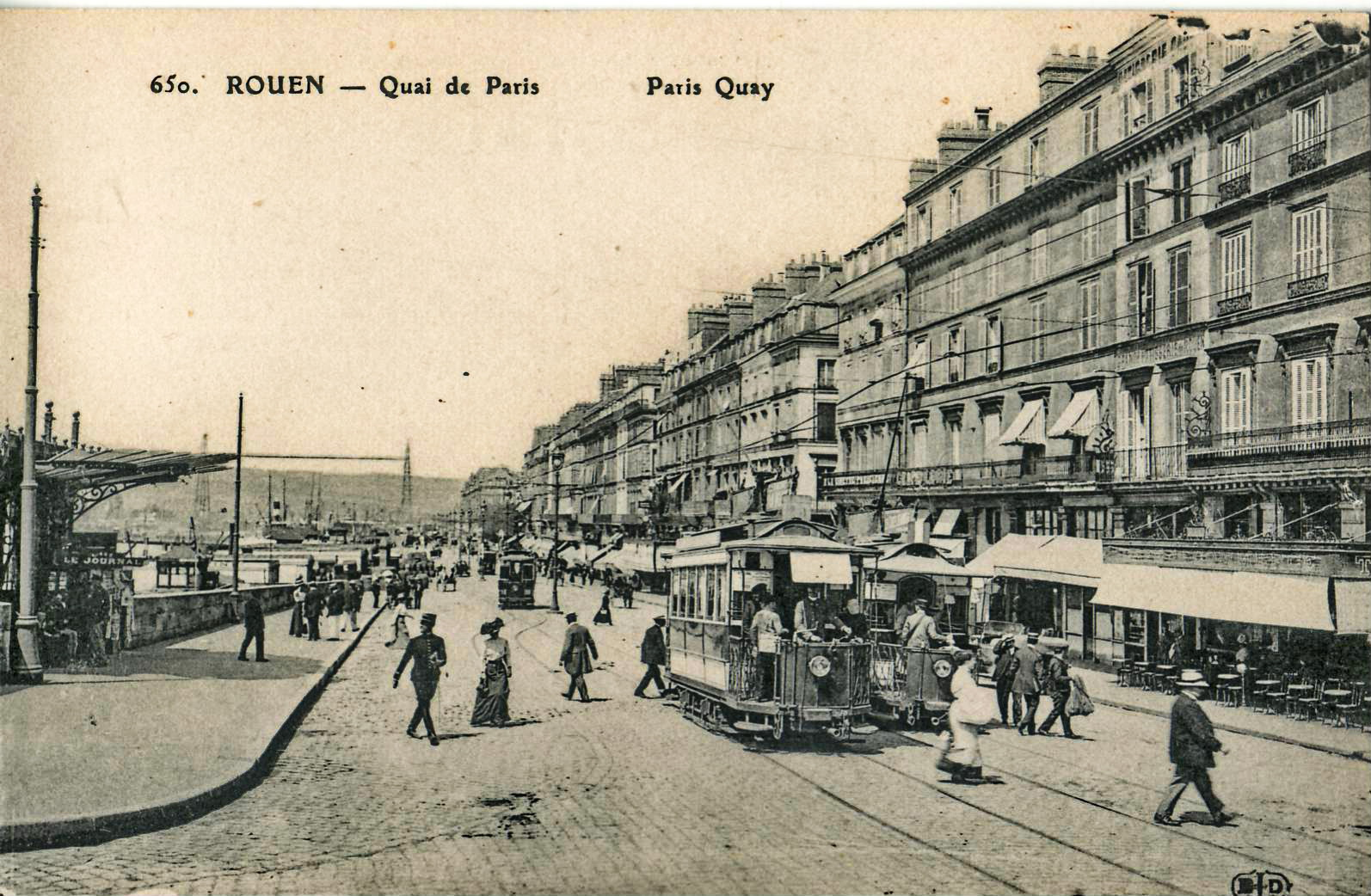
Le quai de Paris vers 1910.

Lors de la division des rives de la Seine[Quand ?], il prend le nom de « quai de Paris ». À la suite du passage des cendres de l'Empereur, il est renommé « quai Napoléon » par délibération du conseil municipal en 1841. Il faudra attendre un arrêté de 1870 pour lui rendre son nom historique.
L'architecte Louis Sauvageot y a habité.
La voirie est réaménagée en quai haut et quai bas lors de la reconstruction de Rouen, entre 1947 et 1950. Le quai bas reçoit une voie sur berge vers l'amont de la Seine.

## Bâtiments remarquables et lieux de mémoire
- Porte Guillaume-Lion, classée (1958)[4].

- Le colonel Louis Auguste de Bourbel de Montpinçon (1774-1858) y a vécu.

- Le libraire Édouard Frère (1797-1874) était établi au no 45 .

- En 1892, le peintre Albert Lebourg (1849-1928) loge au no 20.

- À partir de décembre 1913, jusqu'à sa mort, Charles Angrand (1854-1926) réside au no 33.

- Maurice Poissant (1883-1969) a vécu au no 18.

- Jean Arnavielle (1881-1961), artiste peintre, a vécu au no 8.